# Spirama helicina
Spirama helicina är en fjärilsart som beskrevs av Jacob Hübner 1827. Spirama helicina ingår i släktet Spirama och familjen nattflyn. Inga underarter finns listade i Catalogue of Life.

## Bildgalleri